# جيمس جارنر (لاعب كرة قدم)
جيمس دافيد جارنر (بالإنجليزية: James David Garner)‏ (مواليد 13 مارس 2001 في بيركنهيد ‏، مرسيسايد، إنجلترا)، هو لاعب كرة قدم إنجليزي يلعب مع نادي إيفرتون في الدوري الإنجليزي الممتاز في مركز خط الوسط.

## وصلات خارجية
- جيمس جارنر (لاعب كرة قدم) على موقع الاتحاد الأوربي (الإنجليزية)
- جيمس جارنر (لاعب كرة قدم) على موقع قاعدة بيانات كرة القدم.إي يو (الإنجليزية)
- جيمس جارنر (لاعب كرة قدم) على موقع Soccerbase.com (لاعب) (الإنجليزية)
- جيمس جارنر (لاعب كرة قدم) على موقع Soccerway.com (الإنجليزية)
- جيمس جارنر (لاعب كرة قدم) على موقع عالم كرة القدم.نت (الإنجليزية)